# 爱德华多·弗雷·蒙塔尔瓦总统基地
爱德华多·弗雷·蒙塔尔瓦总统基地（西班牙語：Base Presidente Eduardo Frei Montalva），是智利开设的南极科学考察站，位于乔治王岛，1969年建。除建有飞机场外，还建有住宅、医院、学校、银行、小超市等。夏季人口为150人，冬季约80人左右。基地建于南极洲北部，接近海平面。七月的平均温度为-6.3℃，一月是1.4℃；年平均气温为-2.4℃。平均降水量在3月达到最大值，62.5毫米。七月平均降水量最小，仅18毫米。